# Ronnie Ekelund
Ronnie Ekelund (Glostrup, 21 augustus 1972) is een voormalig Deens profvoetballer. Hij speelde als middenvelder.

## Clubvoetbal
Ekelund begon zijn profloopbaan in eigen land bij Brøndby IF in 1988. Hij debuteerde op 15-jarige leeftijd voor deze club, waarmee Ekelund de jongste debutant ooit is de Deense SAS Ligaen. In 1992 werd hij gecontracteerd door FC Barcelona nadat de Deen indruk had gemaakt op de Olympische Spelen van 1992 in Barcelona. Bij de Catalaanse club speelde de middenvelder vooral in het tweede elftal, samen met zijn landgenoot Thomas Christiansen. Ekelund debuteerde op 22 april 1993 in het eerste elftal in een wedstrijd om de Copa de Catalunya tegen CE Sabadell. Op 2 december 1993 speelde hij als invaller voor zijn landgenoot Michael Laudrup zijn tweede officiële wedstrijd in het eerste elftal in de wedstrijd om de Supercopa de España tegen Real Madrid. 
In 1994 kwam Ekelund nog driemaal in actie voor het eerste elftal. Op 26 januari deed hij mee in de bekerwedstrijd tegen Sevilla FC als invaller voor Hristo Stoitchkov, op 19 maart viel de Deen in de competitiewedstrijd tegen Racing de Santander in voor José Mari Bakero en op 30 mei was Ekelund basisspeler tegen Andorra FC in een wedstrijd voor de Copa de Catalunya. Uiteindelijk kon Ekelund geen vaste plaats in de hoofdselectie van FC Barcelona veroveren en huurperiodes bij Southampton FC (1994-1995), Manchester City FC (1995-1996) en Coventry City FC (1996) volgden. Bij Southampton FC maakte hij aanvankelijk indruk, maar door blessures kwam Ekelund uiteindelijk in Engeland niet vaak tot spelen. In 1996 liet FC Barcelona hem definitief vertrekken naar Odense BK, waar hij tot 1999 speelde. Later was Ekelund nog actief voor Toulouse FC (1999-2000), Walsall FC (2000-2001) en San Jose Earthquakes (2001-2004).

## Erelijst
Brøndby IF
- SAS Ligaen

1988, 1990, 1991